# Multimatic
La Multimatic è una società canadese produttrice e fornitrice di componenti, sistemi e servizi ingegnerizzati per l'industria automobilistica. Con sede a Markham in Ontario, Multimatic ha impianti produttivi e centri di sviluppo in Nord America, Europa, Asia e Australia.
I principali settori in cui opera l'azienda sono i sistemi di sospensione e i materiali compositi leggeri. Inoltre, la Multimatic progetta, sviluppa e produce veicoli da competizione; Multimatic si è classificata al 99º posto nella lista dei 100 migliori fornitori mondiali di componenti automobilistici, redatta da Automotive News nel 2018 e 57° nel 2017 nella lista dei principali fornitori del Nord America per vendite di componenti e di equipaggiamenti.
Multimatic ha progettato e costruito il telaio in carbonio e i sistemi di sospensione per la RUF CTR3 e l'Aston Martin One-77, le sospensioni della Ferrari SF90 Stradale ed ha progettato il telaio della Ford GT del 2017, occupandosi anche della produzione

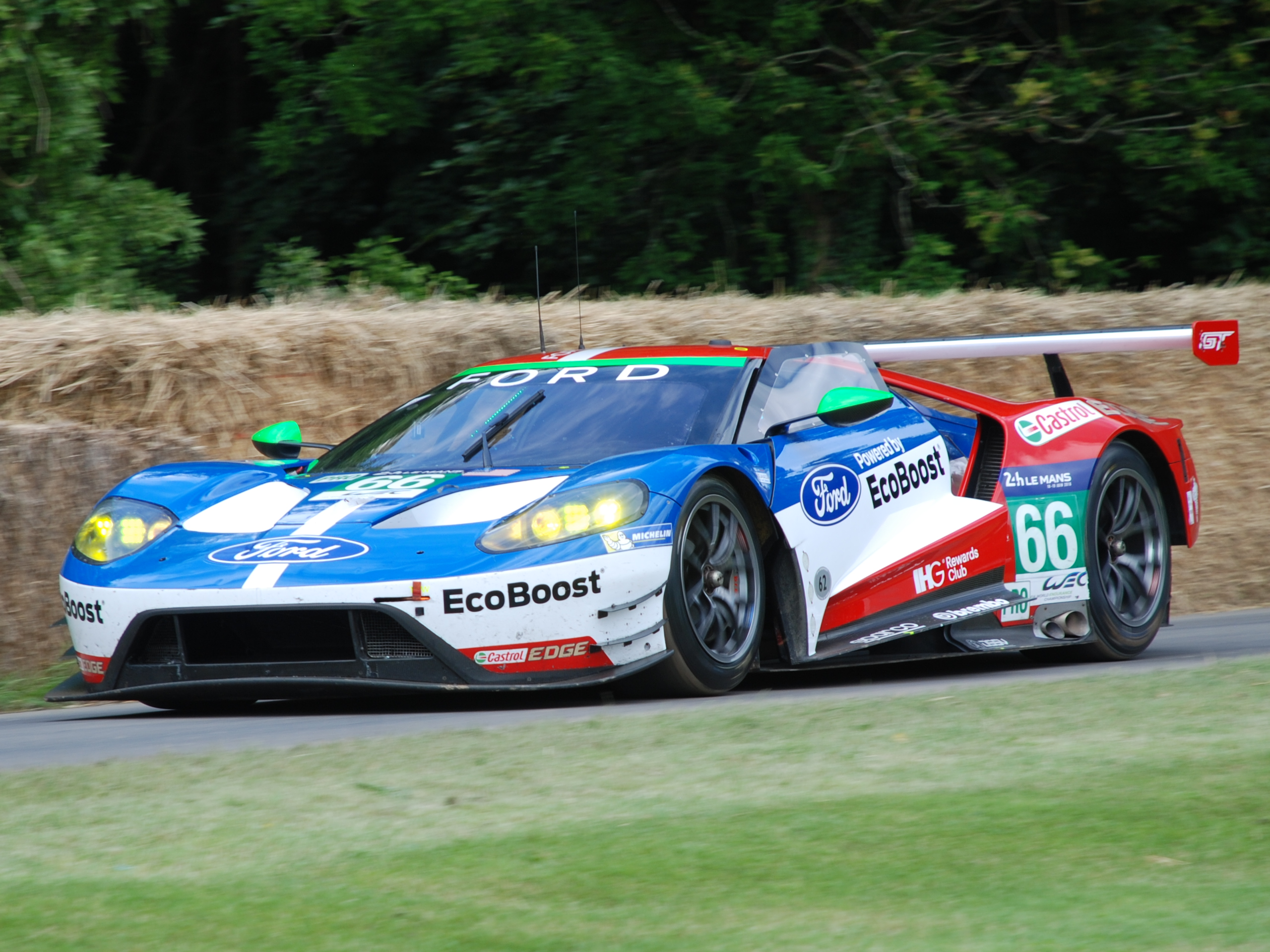
Ford GT progettata e prodotta dalla Multimatic

La società ha inoltre fornito consulenze ingegneristiche sui progetti dei modelli Aston Martin V12 Zagato, Aston Martin CC100 e Aston Martin Vulcan, nonché sulle vetture sportive della VUHL e della Zenos.